# Albert Cayuela i Peiró
Albert Cayuela i Peiró (Badalona, 2 de juliol de 1953) és un antic futbolista català de la dècada de 1970.

## Trajectòria
Jugà al futbol base del RSC Anderlecht, on es trobava el seu germà Jordi jugant al primer equip. Amb 15 anys tornà a Barcelona, ingressant al juvenil del RCD Espanyol. Fou internacional amb la selecció espanyola juvenil al Campionat de la UEFA de l'any 1972. La temporada 1971-72 pujà a l'equip Aficionats i posteriorment al primer equip de l'Espanyol però gairebé no gaudí de minuts. Jugà cedit a diversos equips com el Gimnàstic de Tarragona, Calella CF, Recreativo de Huelva, UE Sant Andreu i UE Lleida.